# ВМ-Т

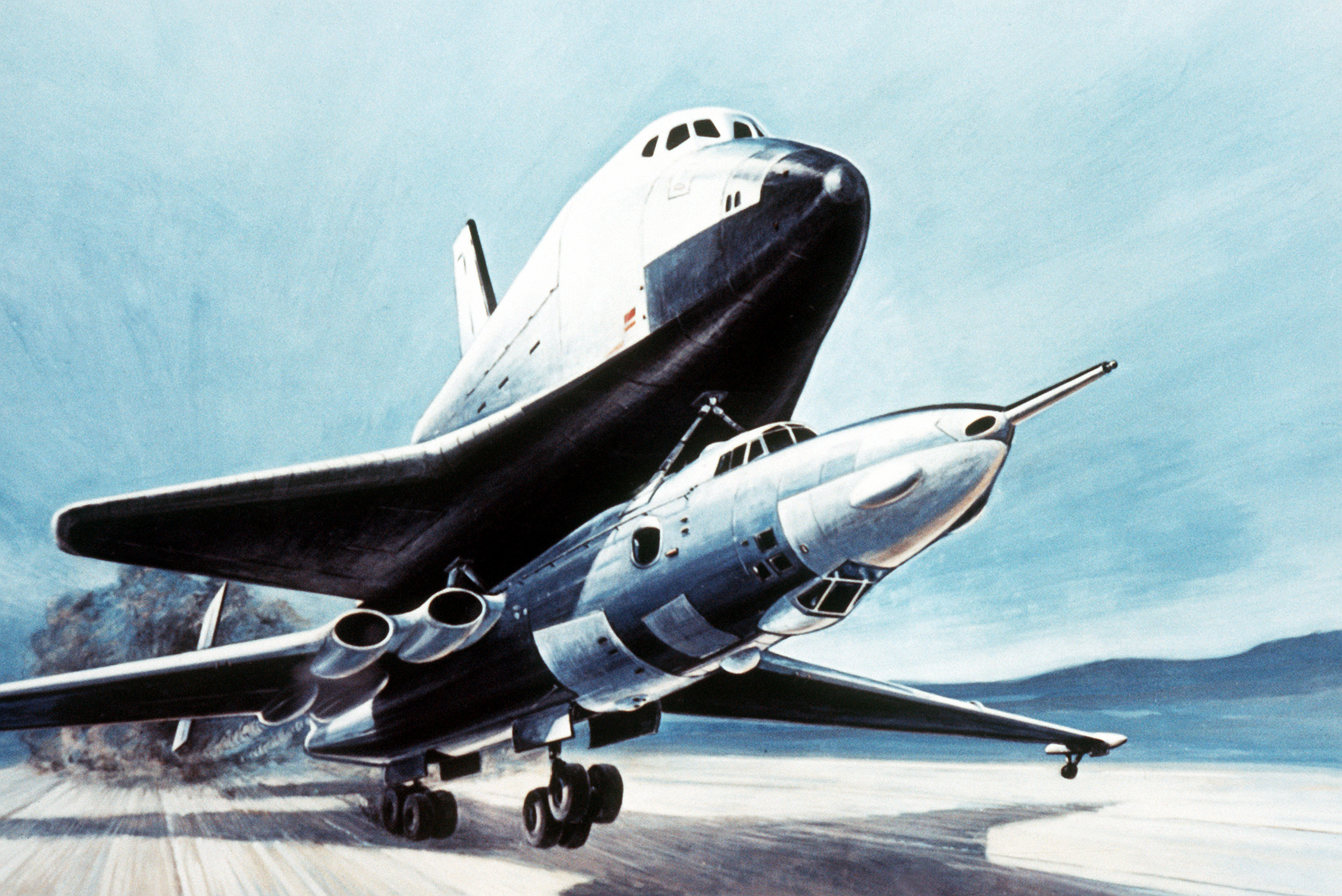
Транспортировка «Бурана». Рисунок из «Soviet Military Power», 1985

ВМ-Т «Атлант» (он же 3М-Т, «3М, транспортный») — тяжёлый транспортный самолёт опытного конструкторского бюро (ОКБ) Мясищева.

## История
«Атлант» является модификацией стратегического бомбардировщика 3М. Всего было построено три самолёта, один передали для испытаний в ЦАГИ. Применялся для транспортировки с заводов на космодром Байконур агрегатов ракетно-космических комплексов. На обоих «Атлантах» в 1980-х годах совершено более 150 полётов по доставке на Байконур всех крупногабаритных элементов космических комплексов «Энергия» и «Буран». За специфический внешний вид — присущий бомбардировщику «поджарый» фюзеляж с громоздким контейнером на спине — ВМ-Т получил название «летающая бочка».
Первая отправка части центрального блока «Энергии» из Куйбышева в Жуковский состоялась водным путём в октябре 1980 года. 1 ноября 1980 года груз прибыл на пристань Кратово в Жуковском. Уже в январе 1981 года начались лётные испытания самолёта ВМ-Т с этим грузом на аэродроме ЛИИ (Раменское). В 1982—83 годах было таким же путём отправлено ещё несколько грузов (частей центрального блока «Энергии») и испытания самолёта продолжались.
С 1984 года части центрального блока ракеты доставлялись на самолёте ВМ-Т непосредственно с куйбышевского аэродрома Безымянка на космодром Байконур (на аэродром «Юбилейный»), где в монтажно-испытательном корпусе (МИК) на площадке 112 (филиал завода «Прогресс» — «Предприятие п/я Р-6514») осуществлялась сборка ракеты и подготовка к пуску. Космические корабли «Буран» перевозились самолётом ВМ-Т на космодром Байконур (аэродром Юбилейный) с подмосковного аэродрома «Раменское». Агрегаты загружались на самолёт c помощью специального подъёмно-козлового устройства.
Доставка частей центрального блока «Энергии» на самолёте ВМ-Т была временным вариантом; в дальнейшем планировалось доставлять центральный блок из Куйбышева на Байконур в собранном виде на самолёте Ан-225.
В настоящее время один из экземпляров ВМ-Т находится на аэродроме 360-го авиационного ремонтного завода в посёлке Дягилево в Рязани. Самолёт законсервирован на неопределённый срок. Ещё один самолёт находится в городе Жуковском на территории ЭМЗ имени В. М. Мясищева.
В 2013, 2015, 2017, 2019 и 2021 годах ВМ-Т был представлен на статической экспозиции Московского международного авиакосмического салона (МАКС).

## Перевозимые грузы
| Название модели | Краткие характеристики, отличия.                                                                                      |
| --------------- | --- |
| ОГТ             | Планер ОК «Буран» (без киля).                                                                                         |
| 1ГТ             | Водородный бак РН «Энергия», с носовым и хвостовым обтекателями.                                                      |
| 2ГТ             | Кислородный бак, приборный и двигательный отсеки, головная часть РН «Энергия».                                        |
| 3ГТ             | Головной и хвостовой обтекатели груза 1ГТ, носовой обтекатель груза 2ГТ, а также для перевозок модуля кабины экипажа. |

## ТТХ
- Год принятия на вооружение — 1982
- Размах крыла — 53,14 м
- Длина самолёта — 58,70 м
- Высота самолёта — 14,0 м
- Площадь крыла — 320,0 м²
- Масса, кг
  - пустого самолёта — 74 500
  - максимальная взлётная — 210 000
- Тип двигателя — 4 ТРД ВД-7
- Тяга — 4 × 11 000 кгс
- Максимальная скорость — 925 км/ч
- Практическая дальность — 13 600 км
- Дальность действия — 9400 км
- Практический потолок — 12 000 м
- Экипаж — 8 человек
- Полезная нагрузка: 40 000 кг груза